# Biblioteca digital de la literatura neerlandesa
La Biblioteca digital de la literatura neerlandesa o DBNL és un lloc web que tracta de la literatura, la llengua i la història cultural neerlandeses.
El web conté un tresor de texts literaris, literatura secundària, biografies, fotos i enllaços de la cultura literària del neerlandès arreu del món. També fa d'inventari de la literatura frisona i surinamesa.
El lloc web publica moltes obres neerlandeses de les quals els drets d'autor han expirat i forma així una rica font de texts que sovint són difícils a trobar en versió impresa. El projecte es finança, entre d'altres, gràcies a la Fundació neerlandesa per a la recerca científica i la Unió de la Llengua Neerlandesa (Nederlandse Taalunie), l'organització belgo-neerlandesa per a la unitat de la llengua neerlandesa.